# ProSyst
ProSyst Software GmbH于1997年在德國科隆成立，是一家专门从事Java软件和中间件的公司。ProSyst的第一个商业应用程序是一个Java EE 应用程序服务器。在2000年，该公司出售了这种服务器技术，从那以后就完全集中在OSGi和OSGi解决方案上。
1999年，ProSyst成为第一批加入OSGi联盟的公司之一，从那以后为每个OSGi规范（版本1-4）的发展作出了重要贡献。ProSyst與IBM、诺基亚、NTT、西门子、甲骨文公司、三星、摩托罗拉和Telcordia共同成為OSGi联盟董事会成员。此外，ProSyst员工还在OSGi联盟的多个职位上工作。
近几年来，ProSyst专注于OSGi相关软件和解决方案的开发，如Frameworks、Bundles、Remote Management Systems和OSGi工具，供开发人员使用，包括可供下载的完整SDK。ProSyst的OSGi解决方案被智慧家庭设备、手机制造商、网络设备提供商（CPE）、白色家电制造商、汽车制造商和电子医疗保健市场使用。
ProSyst拥有120多名Java和OSGi专家，并提供OSGi相关培训、支援（SLAs）、技术咨询和开发服务。
作为会员，ProSyst为OSGi、Eclipse、JCP、Nokia Forum Pro和CVTA互联汽车贸易协会做出了贡献。
Prosyst于2015年2月被博世收购。虽然计划在不久的将来ProSyst會与博世集团的软件和系统部门“博世软件创新有限公司”合并，但公司仍将是一个合法的独立实体。